# Districte de Zhemgang
El Districte de Zhemgang és un dels 20 districtes que formen el regne de Bhutan. És una regió situada al centre meridional del país. Limita al nord amb el districte de Bumthang, Trongsa i Sarpang a l'oest i Mongar i Pegamatshel a l'est. També comparteix frontera internacional amb l'estat indi d'Assam. Té una superfície de 2.421 km².
El districte està format per 8 municipis (anomenats gewogs): Bardo, Bjoka, Goshing, Nangkor, Ngangla, Phangkhar, Shingkhar i Trong. La població del districte és de 17,763 habitants (2017) dels quals 2.177 viuen a la seva capital, Zhemgang (2017).

## Clima
Popularment, la regió és coneguda com a Khengrig-Nam-Sum, que significa que la regió es pot dividir en 3 zones diferents segons l'altitud. La part alta (o alt Kheng) compren els municipis de Bardo i Shingkar; la part mitja (mitjà Kheng) compren els municipis de Nangkor i Trong; i la part més baixa (baix Kheng) compren els municipis de Phangkhar, Goshing, Ngangla i Bjoka. En general, la regió té unes condicions climàtiques càlides i humides, excepte les zones més altes, que solen ser més fresques.

## Economia
Tots els municipis depenen bàsicament dels productes agropecuaris com a font principal d'ingressos. El cultius principals són el blat de moro, seguit de l'arròs, el blat sarraí, el mill, el blat, l'ordi i les patates. Les taronges són la principal font d'ingressos en efectiu sobretot als municipis del sud de la regió.

## Natura
Zhemgang és una regió molt rica en biodiversitat. Una de les característiques més importants de Zhemgang és el Parc Nacional reial de Manas, que és la reserva natural més antiga del país, i que també s'estén pels districtes de Sarpang i Pemagatshel amb una superfície de 1.057 km². La seva biodiversitat inclou centenars d'espècies de plantes i animals, com el langur daurat o el rinoceront indi així com una vintena més d'espècies d'animals en perill d'extinció.

## Patrimoni i cultura
Zhemgang és una de les últimes regions en les quals s'hi duen a terme antigues pràctiques religioses bon (animistes). Tot i que el budisme ha anat creixent, cada regió del districte ha mantingut les seves tradicions animistes i els sacerdots bon, coneguts com a bonpo, són considerats líders religiosos respectats. Els habitants de Zhemgang són coneguts per les seves cançons i danses folklòriques i també per la seva habilitat per elaborar diversos productes a partir del bambú, com els bangchungs (bol de bambú), els palangs, els balaks (barrets) i caixes.

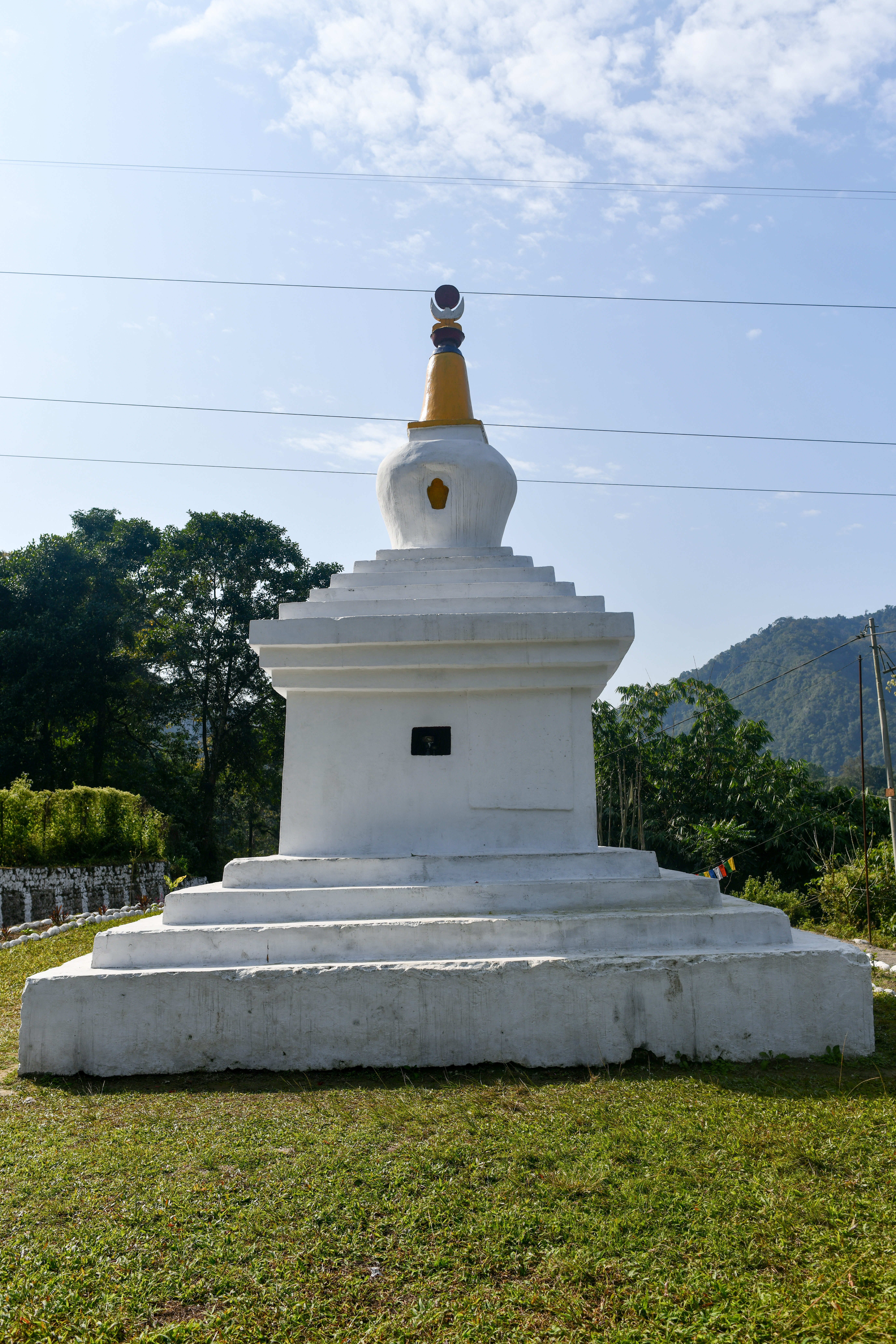
Un chorten a Panbang

Existeixen varis temples budistes famosos a la regió, com el Buli Lhakhang i el Tharpa Choeling Lhakhang, construïts per Terton Pema Lingpa, un famós revelador de tresors religiosos perduts del Guru Rimpotxe.